# Deposito sedimentario chevron
Un deposito sedimentario chevron è un corpo sedimentario subaereo con una forma o struttura che ricorda un cuneo: spesso hanno l'aspetto di dune (in inglese chevron dune). Questi depositi sono originati dall'erosione, da ghiacciai e da altri fenomeni naturali, a volte includono piccoli fossili di provenienza oceanica: sono presenti sulle coste di molte aree del mondo, a volte sono situati anche a varie decine di chilometri all'interno della terraferma.
Il gruppo di ricerca Holocene Impact Working Group ha ipotizzato che parte di tali depositi possano essere stati creati da tsunami causati da impatti meteorici o da smottamenti sottomarini che avrebbero sollevato sedimenti dei fondali marini e li avrebbero trasportati per centinaia di chilometri fino a depositarli sulle coste e anche all'interno delle terre emerse. Questa ipotesi è controversa in quanto formazioni geologiche di questo tipo sono simili a formazioni create dal vento situate anche in aree lontane dagli oceani e perché è improbabile che ci siano stati sufficienti grandi impatti meteorici e smottamenti sottomarini per spiegare le strutture scoperte. Molte di queste formazioni sono state scoperte sulle coste dell'Australia, altre sono presenti lungo le coste in molte parti della Terra, per esempio ce ne sono nel parco di Hither Hills State Park a Long Island nello stato di New York (Usa), e in Madagascar.